# Jefferson City (Tennessee)
Jefferson City és una població dels Estats Units a l'estat de Tennessee. Segons el cens del 2000 tenia 7.760 habitants.

## Demografia
Segons el cens del 2000, Jefferson City tenia 7.760 habitants, 2.821 habitatges, i 1.692 famílies. La densitat de població era de 565,3 habitants/km².
Dels 2.821 habitatges en un 27,3% hi vivien nens de menys de 18 anys, en un 42,9% hi vivien parelles casades, en un 13,6% dones solteres, i en un 40% no eren unitats familiars. En el 31,1% dels habitatges hi vivien persones soles el 10,6% de les quals corresponia a persones de 65 anys o més que vivien soles. El nombre mitjà de persones vivint en cada habitatge era de 2,29 i el nombre mitjà de persones que vivien en cada família era de 2,86.
Per edats la població es repartia de la següent manera: un 19% tenia menys de 18 anys, un 25,6% entre 18 i 24, un 24,1% entre 25 i 44, un 16,9% de 45 a 60 i un 14,3% 65 anys o més.
L'edat mediana era de 28 anys. Per cada 100 dones de 18 o més anys hi havia 84,6 homes.
La renda mediana per habitatge era de 25.911 $ i la renda mediana per família de 33.964 $. Els homes tenien una renda mediana de 28.306 $ mentre que les dones 18.739 $. La renda per capita de la població era de 13.770 $. Entorn del 19,7% de les famílies i el 24,7% de la població estaven per davall del llindar de pobresa.

## Poblacions més properes
El següent diagrama mostra les poblacions més properes.